# Mythimna pudorina
Mythimna pudorina es una especie de polilla de la familia Noctuidae. Se encuentra en la ecozona paleártica.
La envergadura es de 35 a 38 mm. La polilla vuela entre junio y agosto dependiendo de la ubicación.
Las larvas se alimentan de varias gramíneas, como Molinia caerulea, Phragmites y Phalaris arundinacea.